# Magnetró

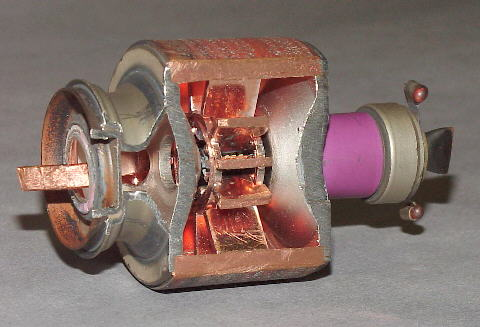
Magnetró

Un  magnetró  és un dispositiu que transforma l'energia elèctrica a energia electromagnètica en forma de microones.
Durant la Segona Guerra Mundial, científics britànics van desenvolupar un aparell per produir ones magnètiques de longitud curta, microones, que, instal·lats en el sistema de radar, ajudaven a localitzar els bombarders alemanys abans que arribessin a Anglaterra. El radar fou alimentat mitjançant una font radioelèctrica potent (diversos centenars de watts) i amb una longitud d'ona centimètrica, per tant unes freqüències elevades per a l'època de 300 MHz a 3 GHz (ones decimètriques) i més enllà de 3 GHz (ones centimètriques).
Els oscil·ladors de tubs utilitzats anteriorment eren incapaços de proporcionar tanta potència (cosa que suposava un abast insuficient dels radars), a freqüències tan elevades (d'on una discriminació angular feble).

## Història
L'ús de camps magnètics com a un mitjà per a controlar el flux d'un corrent elèctric va ser impulsat per una invenció de Lee de Forest del 1906: l'Audion. El 1920, Albert Hull va inventar, per a evitar la patent de Forest, la primera forma de tub magnetró, el magnetró d'ànode dividit, que no era capaç d'emetre freqüències altes i, doncs, es va utilitzar poc. Dispositius similars es van experimentar amb molts equips a través dels anys 1920 i 1930. La investigació addicional va progressar poc fins a la publicació d'un article d'Okabe, enginyer japonès, de 1929. Okabe va dissenyar un dispositiu que generava senyals de longitud d'ona centimètrica, cosa que va generar interès mundial. El desenvolupament de magnetrons amb càtodes múltiples va ser proposat per A. L. Samuel de Bell Telephone Laboratories el 1934, la qual cosa va portar als dissenys de Postumus el 1934 i Hans Hollmann el 1935. La producció va ser represa per Philips, General Electric Company (GEC), Telefunken i d'altres, limitats al voltant de 10 W de sortida. En aquell moment, el klystron estava produint més energia i el magnetró no es feia servir gaire, encara que Aleksereff i Malearoff van construir un dispositiu de 300 W a l'URSS el 1936 (publicat el 1940). El modern tub magnetró de cavitat ressonant va ser inventat per John Randall i Harry Boot el 1940 a la Universitat de Birmingham, Anglaterra. L'alta potència dels polsos del dispositiu van fer possible el radar de banda centímètrica, radars de longitud d'ona més curtes que permetien la detecció d'objectes més petits per mitjà d'antenes més petites. En qüestió de setmanes, els enginyers de GEC l'havien millorat a més d'un quilovat, i en mesos a 25 quilovats, més de 100 kW el 1941 i avançant cap a un megawatt el 1943. Els polsos d'alta potència es van generar des d'un dispositiu del mida d'un llibre petit i transmès des d'una antena de només centímetres de llarg, reduint la mida dels sistemes de radar pràctics en ordres de magnitud. El tub magnetró de cavitat compacta va reduir sensiblement la mida dels conjunts de radar de manera que podien ser instal·lats als avions antisubmarins i als vaixells d'escorta, i des d'aquell moment els Aliats de la Segona Guerra Mundial van mantenir un avantatge al radar que les seves contraparts a Alemanya i Japó mai van poder igualar. Cap al final de la guerra, pràcticament tots els radars aliats es basaven en un magnetró.
A la postguerra, el magnetró es va fer servir cada vegada menys com a radar. Això es va deure al fet dels canvis de sortida del magnetró de pols a pols, tant en freqüència com en fase. Aquests canvis fan que el senyal sigui inadequat per a les comparacions pols a pols, que són àmpliament utilitzades per a la detecció i eliminació del "desordre" a la pantalla de radar. El magnetró es manté en ús en alguns radars, però s'ha convertit en molt més comú com a font de baix cost de microones per al forn de microones. En aquesta forma, aproximadament mil milions de magnetrons estan en ús avui dia.

## Funcionament

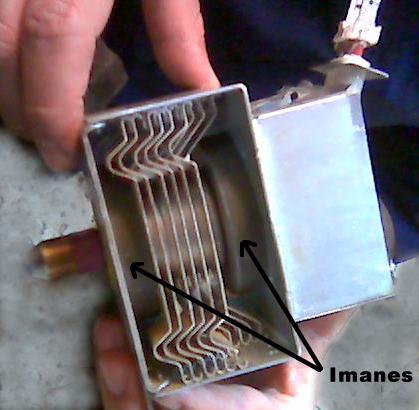
Magnetron

El magnetró té un filament metàl·lic de titani. Quan s'hi fa circular un corrent elèctric, el filament s'escalfa i produeix un núvol d'electrons al seu voltant. Aquest filament es troba en una cavitat cilíndrica de metall que en aplicar un potencial positiu d'alt voltatge pel que fa al filament, aquest atrau les càrregues negatives. Viatjarien en forma radial, però un camp magnètic aplicat per sengles imants permanents, obliga els electrons a girar al voltant del filament en forma d'espiral per assolir el pol positiu d'alt voltatge. En viatjar en forma espiral, els electrons generen una ona electromagnètica perpendicular al desplaçament d'aquests, que és expulsada per un orifici de la cavitat com a guia d'ona.
Normalment, perquè els imants permanents no deixin de funcionar per arribar a la temperatura de Curie, els magnetrons industrials es refreden amb aigua, o si no, amb un sistema de dispersió que consisteix en aspes metàl·liques, que alhora filtren les ones electromagnètiques produïdes, gràcies al principi de ressonància.
Per acció d'aquest potent camp magnètic, els electrons, en lloc d'anar en línia recta cap al cilindre, en ser atrets cap als buits, fan una trajectòria circular i, en penetrar-hi, es mobilitzen en remolí.
L'espai obert entre la placa i el càtode s'anomena l'espai d'interacció. En aquest espai els camps elèctrics i magnètics interactuen per exercir la força sobre els electrons.
Atès que tota càrrega elèctrica en moviment crea al seu voltant un camp electromagnètic, tots els electrons en moviment circular als buits produeixen ones electromagnètiques –en aquest cas microones– perpendiculars al desplaçament dels mateixos i d'una freqüència dependent de la mida dels buidatges. Tot i això, la freqüència no és precisament controlable, varia amb els canvis en la impedància de càrrega, amb canvis en la intensitat, i amb la temperatura del tub. Mitjançant un cable coaxial, l'energia es transmet a un director o radiador, constituït per una antena.
Què passa dins de la placa?

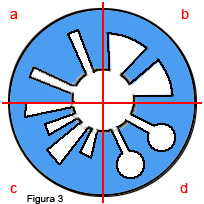
Diversos dissenys d'oquedats.

La forma de les cavitats o buits varia, es mostra a la Figura 3. El cable de sortida sol ser una sonda o loop s'estén en una de les cavitats a punt i al costat d'una guia d'ona o a la línia coaxial.
- a) de tipus ranura
- b) de tipus paletes
- c) de tipus sol naixent
- d) de tipus forat i ranura

El procés que es produeix es pot dividir en quatre fases:

### Fase 1: La producció i l'acceleració d'un feix d'electrons
Quan no hi ha camp magnètic, es produeix un moviment uniforme i directe dels electrons des del càtode a la placa. Si la intensitat del camp magnètic augmenta, la corba que dibuixen els electrons és més pronunciada. Quan s'assoleix el valor del camp crític, els electrons són desviats lluny de la placa i la intensitat a la placa cau. Quan la intensitat de camp es fa encara més gran, les caigudes de corrent de placa arriben a zero o gairebé zero.

### Fase 2: La velocitat de modulació del feix d'electrons
El camp elèctric a l'oscil·lador magnetró és el producte dels camps de corrent corrent i corrent continu El camp de corrent continu s'estén radialment a partir de segments adjacents de l'ànode al càtode. Els camps de corrent altern, que s'estenen entre els segments adjacents, es mostren en un instant de la magnitud màxima d'una alternança de les oscil·lacions de radiofreqüència que es produeixen a les cavitats.
Els electrons que es mouen cap als segments d'ànode carregat positivament s'acceleren. Obtenen una velocitat tangencial més gran. D'altra banda, els electrons que es mouen cap als segments amb càrrega negativa redueixen la seva velocitat. A conseqüència d'una velocitat tangencial menor.

### Fase 3: Formació d'un "espai de càrrega de la roda"
L'acció acumulativa de molts electrons tornant al càtode, mentre que altres es mouen cap a l'ànode forma un patró semblant als radis d'una roda en moviment conegut com “l'espai de càrrega de la roda”. La roda de càrrega espacial gira al voltant del càtode a una velocitat angular de 2 pols (segments d'ànode) per cicle del camp de corrent altern. Aquesta relació de fase permet la concentració d'electrons per alliberar de forma permanent energia per mantenir les oscil·lacions de radiofreqüència.

### Fase 4: Distribuir l'energia per al camp de CA
Recordem que un electró en moviment contra un camp elèctric és accelerat pel camp i pren l'energia del camp. A més, si prescindim de l'energia d'un electró en un camp i s'alenteix el moviment en la mateixa direcció que el camp (de positiu a negatiu). L'electró passa l'energia de cada cavitat a mesura que passa el temps i arriba a l'ànode quan es gasta la seva energia. Per tant, l'electró ha ajudat a mantenir les oscil·lacions, ja que ha pres l'energia del camp de corrent continu i l'ha donat al camp de corrent alterna.
Normalment, perquè els imants permanents no deixin de funcionar per assolir la temperatura de Curie, els magnetrons industrials es refreden amb aigua, o si no, amb un sistema de dispersió que consisteix en plaques metàl·liques, que alhora filtren les ones electromagnètiques produïdes, gràcies al principi de ressonància.
El Magnetró pot produir sortides de potència contínua de més d'1 kW de potència a una freqüència d'1 GHz. La sortida baixa a mesura que la freqüència augmenta. Per exemple, als 10 GHz, un magnetró pot produir de 10 a 20 watts de la ràdio freqüència de sortida contínua.

## Usos
Avui en dia el magnetró té dos usos principals:
- El radar, on ara té la competència del Klystron, el carcinotró, el tub d'ones progressives i els semiconductors.
- El forn microones. Es diu que es va descobrir l'aplicació quan els tècnics veien els pardals cremats després de passar prop de les antenes dels primers radars anglesos, les ones expulsades pel dispositiu són guiades per un orifici per arribar fins als aliments a escalfar, excitant les seves molècules d'aigua i incrementant la seva temperatura, per això els que són en la seva major part líquids amb un punt d'ebullició menys a altres sòlids s'escalfen més ràpidament. La principal empresa fabricant de magnetrons a la Segona Guerra Mundial va ser la Raytheon Inc Un dels seus enginyers va descobrir amb sorpresa com una xocolatina que portava a la butxaca per dinar s'havia convertit en crema en estar treballant al costat del radar. Això el va portar a pensar en l'ús domèstic d'aquest invent, portant a la preparació del primer forn microones.

## Perills per a la salut

Senyal d'advertència ISO 7010: Radiació no ionitzant

Almenys un perill en particular és ben conegut i documentat. Com que el cristal·lí humà no té un flux sanguini refrescant, és particularment propens a sobreescalfar-se quan s'exposa a la radiació de microones. Aquest escalfament pot, al seu torn, conduir a una major incidència de cataractes a la vellesa.
També hi ha un perill elèctric considerable al voltant dels magnetrons, ja que requereixen una font dalimentació dalt voltatge.
Tots els magnetrons contenen una petita quantitat de tori barrejat amb tungstè en el seu filament. Si bé aquest és un metall radioactiu, el risc de càncer és baix ja que mai no es transporta per l'aire amb l'ús normal. Només si el filament es treu del magnetró, es tritura finament i s'inhala, pot representar un perill per a la salut.